# Хацуюкі (1928)
Хацуюкі (Hatsuyuki, яп. 初雪) – ескадрений міноносець Імперського флоту Японії, який взяв участь у Другій Світовій війні. 
Корабель, який став третім серед есмінців типу «Фубукі», спорудили у 1929 році на верфі ВМФ у Майдзуру. 
На момент вступу Японії до Другої світової війни «Хацуюкі» належав до 11-ї дивізії ескадрених міноносців, яка 26 листопада 1941-го прибула з Японії до порту Самах (острів Хайнань). 4 грудня «Хацуюкі» разом з іншими есмінцями своєї дивізії вийшов у море, маючи завдання супроводжувати 4 важкі крейсери, які виділили для підтримки операцій на малайському напрямку. Десантування на півострів Малакка відбулось у перший же день війни – 8 грудня (тільки по інший бік лінії зміни дат від Перл-Гарбору), а 10 грудня японська авіація потопила два британські лінкори, які вважались головною загрозою для малайської операції. Після цього крейсерський загін прибув до острова Пуло-Кондоре (наразі Коншон, неподалік від південного завершення В’єтнаму), де розділився. Два крейсери під охороною двох есмінців, одним з яких був «Хацуюкі», залишились біля цього острова, тоді як два інші вирушили для підтримки десанту на Борнео.
12 грудня 1941-го загін, до якого відносився «Хацуюкі», полишив Пуло-Кондоре та починаючи з 14 грудня брав участь у прикритті Другого Малайського конвою, що прямував з підкріпленнями із бухти Камрань (центральна частина узбережжя В’єтнаму). В ніч на 17 грудня, коли конвой досягнув пункту призначення, крейсери зайняли позицію в районі на північний схід від Куантана (східне узбережжя півострова Малакка), приблизно посередині між місцем розвантаження та британською базою у Сінгапурі. 19 грудня крейсери прибули до Камрані.
Невдовзі «Хацуюкі» супроводжував ті самі крейсери в межах операції по оволодінню Кучингом (центр нафтовидобутку на північно-західному узбережжі Борнео). 22 грудня 1941-го вони полишили Камрань, а в ніч на 24 грудня відбулась успішна висадка. До 27 грудня крейсери перебували в районі десантної операції, а 29 числа повернулись до Камрані.
16 – 19 січня 1942-го ескадра, до якої належав «Хацуюкі», виходила з Камрані для супроводу 5 важких та 3 легких крейсерів. Такі дії пояснювались отриманням японським командуванням хибних даних про прибуття до Сінгапуру чергового британського лінкора. 
Наприкінці січня 1942-го корабель взяв участь у операції в Ендау на східному узбережжі півострова Малакка (менш ніж за півтори сотні кілометрів від Сінгапура). 21 січня цей пункт захопили наземні війська, після чого для швидкого облаштування тут авіабаз до Ендау спрямували два транспорти, а «Хацуюкі» та ще 5 есмінців і легкий крейсер забезпечували їх  безпосереднє прикриття. 26 січня загін прибув до Ендау, після чого японські кораблі змогли відбити атаки авіації, а потім і нічний напад двох есмінців. В останньому випадку спершу легкий крейсер разом з одним есмінцем вступив із британськими кораблями у артилерійський бій та примусив їх до відступу, а потім «Хацуюкі» та інші 4 есмінці атакували британців на відході та змогли потопити один корабель. За кілька діб загін прикриття прибув до Камрані.
Наступною операцією, у якій взяв участь «Хацуюкі», став десант на Суматру для оволодіння центрам нафтовидобутку в Палембанзі. 9 лютого 1942-го він разом зі ще 3 есмінцями та легким крейсером вийшов з Камрані для супроводу першого ешелону транспортного конвою, який складався із 8 суден. Під вечір 12 лютого, коли транспорти ще тільки проходили острови Анамбас (дві з половиною сотні кілометрів на північний схід від Сінгапура), командувач японською операцією вирішив використати наявні сили для пошуку біля узбережжя Суматри ворожих суден, які в цей період масово покидали Сінгапур, що знаходився на межі падіння. Як наслідок, 13 лютого «Хацуюкі» разом з есмінцем «Сіраюкі» перехопили та потопили одне судно. Далі кораблі повернулись до транспортів, а в ніч на 15 лютого японці здійснили висадку на острів Бангка та стали готуватись до просування по річці у напрямку Палембанга, де ще 14 числа викинули повітряний десант. 16 лютого «Хацуюкі» потопив якийсь невеликий корабель, класифікований японцями як мисливець за підводними човнами.
18 лютого 1942-го «Хацуюкі» полишив район Суматри та попрямував на північ для підготовки до майбутньої участі у вторгненні на захід Яви. В межах цієї операції з Камрані вийшли 56 транспортів, при цьому первісно їх безпосередній ескорт складався із легкого крейсера та 10 есмінців, а 21 лютого в районі островів Анамбас до них приєднались «Хацуюкі», ще 4 есмінця та другий легкий крейсер. На підході до Яви конвой розділився на три основні загони, які рушили до визначених їм пунктів висадки. «Хацуюкі» разом зі ще 5 іншими есмінцями та легким крейсером прикривали операцію у затоці Бантам (дещо менше ніж за сотню кілометрів на захід від Батавії). Висадка відбулась в ніч на 1 березня, при цьому в якийсь момент поблизу з’явились два ворожі крейсери, які намагались вирватись у Індійський океан після поразки в битві у Яванському морі, що призвело до зіткнення, відомого як бій у Зондській протоці. 
Наступною операцією для «Хацуюкі» стало узяття під контроль північної Суматри. На цей раз він разом з 3 іншими есмінцями охороняв загін із 5 важких крейсерів, який 9 березня 1942-го вийшов з Сінгапуру для дистанційного прикриття транспортної групи. 12 березня відбулось успішне десантування, а 15 березня «Хацуюкі» разом зі ще одним есмінцем повернулись як ескорт 4 важких крейсерів 7-ї дивізії до Сінгапуру (флагманський крейсер зайшов до Пенангу на західному узбережжі півострова Малакка).
20 березня 1942-го ті самі 5 крейсерів під прикриттям «Хацуюкі» і ще 3 есмінців вийшли з Сінгапуру та Пенангу для дистанційного прикриття висадки на Андаманських островах у Порт-Блер, яка відбулась 23 числа, після чого 26 березня загін прибув до Мергуй (наразі М’єй на східному узбережжі Андаманського моря).
Тим часом японське ударне авіаносне з’єднання вийшло у Індійський океан та попрямувало для удару по Цейлону. Північніше у Бенгальській затоці проти судноплавства мали діяти легкий авіаносець та 5 крейсерів з Мергуй. 1 квітня 1942-го «Хацуюкі» та 3 есмінця почали супроводжувати останній загін, проте  3 квітня їх замінили іншими кораблями такого ж класу. Після цього до завершення операції «Хацуюкі» патрулював біля Порт-Блер, а потім прибув до Сінгапуру. 13 – 22 квітня 1942-го «Хацуюкі» прослідував до Куре, де пройшов доковий ремонт.
Під час мідвейської операції «Хацуюкі» разом зі ще 8 есмінцями та легким крейсером охороняв загін адмірала Ямамото, головну силу якого складали 3 лінкори. Це з’єднання у підсумку так і не вступило в бій, оскільки слідувало на значній відстані за ударною авіаносною групою, яка 4 червня зазнала катастрофічної поразки в битві при Мідвеї. 14 червня кораблі з’єднання прибули до Японії.
30 червня 1942-го «Хацуюкі» разом зі ще 9 есмінцями та легким крейсером полишив Внутрішнє Японське море та 2 липня прибув на Амаміосіму (архіпелаг Рюкю). 15 липня цей загін рушив до Південно-Східної Азії, маючи за мету передусім бряти участь у новому рейді до Індійського океану, що готувався японським командуванням. Кораблі прослідували через Сінгапур, зайшли до Сабангу (острівець біля північного завершення Суматри), а 31 липня прибули до Мергуй. За добу до того сюди прибули з Японії 2 важкі крейсери у супроводі іншої групи есмінців, крім того, до Мергую збирались кораблі, що вже були у регіоні. Втім, через тиждень союзники висадились на сході Соломонових островів, що започаткувало шестимісячну битву за Гуадалканал та змусило японське командування перекидати сюди підкріплення. Як наслідок, рейд до Індійського океану скасували, а більшість зібраних для цього сил спрямували до Океанії.
8 серпня 1942-го дивізія «Хацуюкі» полишила Мергуй. На відміну від передового загону, що поспішив для підсилення головних сил зібраного у Океанії угруповання, вона 17 серпня зайшла до Давао, звідки рушила 19 числа ескортуючи конвой з військами. 23 серпня загін зайшов на атол Трук у центральній частині Каролінських островів (тут ще до війни створили потужну базу японського ВМФ, з якої до лютого 1944-го провадились операції у цілому ряді архіпелагів). 25 – 27 серпня «Хацуюкі» та 3 інші есмінці прослідували до Рабаула – головної передової бази в архіпелазі Бісмарка, з якої здійснювались операції на Соломонових островах та сході Нової Гвінеї. 
28 – 29 серпня 1942-го «Хацуюкі» та 2 есмінця супроводили транспорт з військами із Рабаула до якірної стоянки Шортленд (прикрита групою невеликих островів Шортленд акваторія біля південного завершення острова Бугенвіль, де зазвичай відстоювались бойові кораблі та перевалювались вантажі для подальшої відправки далі на схід Соломонових островів) і одразу вийшли у перший транспортний рейс до Гуадалканалу (доставка підкріплень та вантажів на швидкохідних есмінцях до району активних бойових дій стала типовою для японського флоту в кампанії на Соломонових островах). 31 серпня, 4 та 7 вересня «Хацуюкі» знову виходив до острова із транспортними місіями, а 16 вересня – для охорони інших кораблів, що доправляли підкріплення та вантажі. При цьому під час рейсу 4 вересня «Хацуюкі» діяв разом зі ще 5 есмінцями та брав участь у потопленні двох американських швидких транспортів (колишніх есмінців).
19 вересня 1942-го «Хацуюкі» разом зі ще одним есмінцем виходив з Шортленду для допомоги транспорту «Широгане-Мару», який був торпедований поблизу Бугенвіля підводним човном та втратив хід. «Широгане-Мару» привели на буксирі на Шортленд та посадили на мілину, де воно й стало остаточною втратою.
1 жовтня 1942-го «Хацуюкі» здійснив ще один транспортний рейс до Гуадалканалу, під час якого при авіанальоті від близького розриву в есмінця заклинило кермо. Втім, «Хацуюкі» зміг дістатись Шортленду та невдовзі відновив свою діяльність. 7 жовтня він ходив у транспортний рейс до острова Рендова (біля південного узбережжя значно більшого острова Нью-Джорджія в центральній частині Соломонових островів).
11 жовтня 1942-го «Хацуюкі» разом зі ще одним есмінцем рушив для супроводу 3 важких крейсерів, завданням яких було провести обстріл розташованого на острові аеродрому Гендерсон-Філд. На підході до Гуадалканалу японський загін зустрівся з ворожими кораблями, які завдяки наявності радарів мали перевагу у нічному бою (до того ж, авіарозвідка попередила американців про наближення японських сил, хоча й не виявила безпосередньо загону «Хацуюкі» – в той день інший загін прямував до острова з традиційною транспортною місією). У наступному зіткненні, відомому як бій біля мису Есперанс, японці зазнали поразки, були потоплені важкий крейсер та есмінець. «Хацуюкі» уник пошкоджень та зміг разом з двома есмінцями із транспортної групи підібрати п’ять сотень моряків з потопленого крейсера «Фурутака». Після цього «Хацуюкі» ескортував до Шортленду крейсер «Аоба», який під час бою отримав серйозні пошкодження. 13 – 15 жовтня есмінець супроводив «Аоба» на Трук (можливо відзначити, що крйесер буде відремонтований та загине вже влітку 1945-го під час нальотів на Куре).
19 – 21 жовтня 1942-го «Хацуюкі» прослідував назад на Шортленд. З 31 жовтня по 3 листопада «Хацуюкі» разом зі ще одним есмінцем був задіяний для охорони важкого крейсера «Кінугаса» та легкого крейсера «Сендай», які могли залучатись до прикриття транспортних походів на Гуадалканал.
3 – 6 листопада 1942-го «Хацуюкі» разом з «Сендай» та ще одним есмінцем здійснив перехід з Шортленда на Трук. На той час японське командування готувало проведення до острова великого конвою з підкріпленнями, що в підсумку вилилось у вирішальну битву надводних кораблів біля Гуадалканалу. Загін, що прибув з Шортленду, а також ще 3 есмінця утворили охорону з’єднання, основну силу якого складали авіаносець, 2 лінкора та 3 важкі крейсера. Воно мало прикривати сили адмірала Абе, який напередодні підходу транспортів повинен був провести артилерійський обстріл аеродрому Гендерсон-Філд (за місяць до того така операція пройшла доволі вдало). В ніч на 13 листопада біля Гуадалканалу загін Абе перестріло американське з'єднання із крейсерів та есмінців, яке понесло значні втрати, проте зірвало обстріл аеродрому. Як наслідок, «Хацуюкі» та ряд інших кораблів (включаючи 2 важкі крейсери) передали для формування нового загону, що мав все-таки провести бомбардування аеродрому в ніч на 15 листопада. На цей раз операцію зірвало американське з’єднання, головну силу якого складали два лінкора. Під час цього бою «Хацуюкі» разом з іншими есмінцями та легким крейсером випустили більше трьох десятків торпед, маючи за мету вразити лінкор USS South Dakota, проте всі вони поминули головну ціль, хоча й потопили три есмінця  та пошкодили ще один. У підсумку японці зазнали поразки і втратили лінкор (вже другий за кілька діб – перша втрата прийшлась на загін Абе), а «Хацуюкі» 18 листопада прибув на Трук.
29 листопада 1942-го «Хацуюкі» разом зі щонайменше одним есмінцем вийшов з Трука у рейс до Шортленда, а потім до Рабаула, маючи завдання на перевезення персоналу авіації. 4 грудня есмінець повернувся на Трук. Після цього 5 – 10 грудня «Хацуюкі» разом зі ще 2 есмінцями ескортував до Куре авіаносець «Хійо», після чого пройшов короткочасний доковий ремонт.
Невдовзі «Хацуюкі» залучили до операції «Хей Го», метою якої була доставка нових військових контингентів для посилення гарнізонів на північному узбережжі Нової Гвінеї. 8 – 15 січня 1943-го есмінець супроводив другий ешелон конвою «Хей №1 Го» з корейського Пусану до Палау (важливий транспортний хаб на заході Каролінських островів), а 17 – 25 січня провів його з Палау до Веваку (тут знаходилась головна японська база на Новій Гвінеї) та назад. 26 – 30 січня «Хацуюкі» прослідував з Палау до Веваку, а потім на Трук.
Тим часом добігала завершення шестимісячна битва за Гуадалканал і «Хацуюкі» задіяли у евакуації японських сил з цього острова. 31 січня 1943-го есмінець вийшов з Труку та до 9 лютого ескортував головні сили, які патрулювали північніше від Соломонових островів з метою прикриття операції (безпосередньо вивозом гарнізону займались 20 есмінців з Шортленду). 
11 – 14 лютого 1943-го «Хацуюкі» та ще один есмінець супроводили з Трука до Рабаула плавучу базу підводних човнів «Чогей», після чого «Хацуюкі» з 15 по 17 лютого ескортував з Рабаула до Кавієнга (друга за значенням японська база у архіпелазі Бісмарка на північному завершенні острова Нова Ірландія) ремонтне судно «Ямасімо-Мару» (було пошкоджене при доставці підкріплень до центральної частини Соломонових островів та прямувало до Японії на ремонт). Під час перебування в районі Кавієнга «Хацуюкі» зачепив риф та, як наслідок, отримав незначні пошкодження і 21 лютого перейшов до Рабаула для ремонта. 3 – 4 березня «Хацуюкі» знову перебував поблизу Кавієнга на якірній стоянці Мьове. Сюди прибували есмінці, що вціліли після розгрому в битві у морі Бісмарка японського конвою (намагався діставити підкріплення до Лае на сході Нової Гвінеї), і «Хацуюкі» допоміг у їх дозаправці.
З 7 по 21 березня 1943-го «Хацуюкі» супроводив конвої між Рабаулом, Труком та Куре, а потім до 25 квітня проходив у Японії черговий ремонт. З 1 по 29 травня есмінець здійснив з ескортними цілями похід З Йокосуки через Манілу та Сурабаю (схід острова Ява) до Сінгапура, а потім звідити до Сасебо (обернене до Східнокитайського моря узбережжя острова Кюсю). 31 травня – 12 червня «Хацуюкі» супроводив конвої між Сасебе, Труком та Рабаулом.
27 – 28 червня 1943-го «Хацуюкі» виконав транспортний рейс з Рабаула до затоки Реката на північному узбережжі острова Санта-Ісабель в центральній частині Соломонових островів (тут ще в травні 1942-го створили базу японської гідроавіації), а потім прибув до Бугенвіля. При цьому вже 30 червня союзники розпочали операцію по оволодінню архіпелагом Нью-Джорджія (лежить південніше від Санта-Ісабель) і японське командування почало реалізовувати контрзаходи. Тієї ж доби «Хацуюкі» та ще 4 есмінці вирушили для обстрілу острова Рендова, проте операцію довелось скасувати через погодні умови. 2 липня «Хацуюкі» знову вийшов з Шортленду із цією ж метою, причому в загоні були ще 7 есмінців та легкий крейсер. Бомбардування відбулось в ніч на 3 липня та було не вельми результативним.
5 – 6 липня 1943-го відбувся рейс до Коломбангари (західна частина архіпелагу Нью-Джорджія), причому «Хацуюкі»  діяв у складі загону із 10 есмінців та відносився до транспортної групи. Похід призвів до нічного бою у затоці Кула, під час якого есмінець отримав незначні пошкодження від влучання трьох снарядів, які не здетонували (хоча й змусили перейти на ручне кермування та призвели до загибелі 6 членів екіпажу). 7 – 8 липня «Хацуюкі» разом зі ще одним есмінцем супроводив важкий крейсер «Тьокай» з Шортленда до Рабаула, а потім кілька діб проходив тут ремонт.
16 липня 1943-го «Хацуюкі» вийшов з Рабаула та 17 липня прибув назад на Шортленд. В той же день під час нальоту на цю якірну стоянку ворожої авіації бомба поцілила пришвартований біля пристані «Хацуюкі» прямо в погріб боєзапасу. Есмінець вибухнув та затонув на мілководді. Загинуло 120 осіб, що перебували на борту.